# Berma
Berma je ravnina, polica ali nasip, ki ločuje dve površini. V arheologiji je berma raven prostor ali obhodna pot med okopom ali obzidjem in vodnim ali suhim obrambnim jarkom. 
Beseda izhaja iz nizozemskega in nemškega izraza berme, ki pomeni obronek ali etaža. 

## Vojaška raba

### Zgodovinska raba
V srednjeveškem vojaškem gradbeništvu je bila berma raven prostor med okopom ali obrambnim zidom in vodnim ali suhim obrambnim jarkom. Njen  osnovni namen je bil zmanjšati pritisk obzidja na tla  in preprečiti njegovo porušenje. Njen drug namen je bil, da je drobir z obzidja med obstreljevanjem padal nanjo in ne v vodni jarek, ker bi ga lahko zasul.
V pozicijskem vojskovanju v prvi svetovni vojni je bila berma polička med prsobranom in strelskim jarkom, ki je služila predvsem za odlaganje orožja in streliva in naslonjalo  za komolce s puško oboroženih pešakov.  

### Sodobna raba
V sodobnem vojaškem inženirstvu je berma zapreka, zgrajena iz zemlje ali travne ruše. Izraz se največkrat nanaša na nizke nasipe iz zemlje, ob katerih je jarek. Jarke običajno kopljejo gradbeni stroji, ki izkopano zemljo odlagajo na nasip. Jarek z nasipom je učinkovita ovira za vozila, vključno z oklepniki, in lahko prehoden za pehoto. Takšne ovire so zaradi enostavne gradnje lahko dolge tudi več sto ali tisoč kilometrov.

## Ceste
Pas terena v ravnini vozišča, ki se nahaja na drugi strani mulde ali jarka je berma. Berma služi predvsem za povečanje horizontalne preglednosti v zavoju, za preprečitev neugodnega občutka voznika na bližino brežine useka, pa tudi prostor za postavljanje prometnih ali drugih znakov, deponije odkrušenega materijala in podobno. Širina berme je 1-2 m (izjemno 0,5 m) v premi, v zavoju pa je odvisna od velikosti radija krivine ali odpiranja useka zaradi zagotavljanja preglednosti.
Berma je tudi vodoravna stopnica na visokih strmih brežinah ob cestah narejena z namenom, da se ublaži pritisk na dnu ob vozišču. Lahko je tudi ozelenjena, na njej je lahko tudi pot ali druge inštalacije.

## Sklic
1. ↑  Oxford English Dictionary, Oxford, Anglija, Oxford University Press, 1989.